# 효림초등학교
효림초등학교는 대한민국 부산광역시 사하구에 있는 공립 초등학교이다.

## 학교 연혁
- 연혁일	연혁내용
- 1984.01.31	효림초등학교 설립인가
- 1984.03.01	초대 정용순 교장 취임
- 1984.04.06	효림초등학교 개교(장림초등학교에서 분리)
- 1993.12.23	근검협동의 생활화 교육 우수 학교 표창(교육감)
- 1996.03.01	교육부 인성교육 자율시범학교 지정
- 1996.11.30	학교보건 교육 모범학교 표창(교육부 장관)
- 1997.12.20	학교 경영 우수 교육감 표창
- 2002.06.27	교실수업개선중심학교 워크숍(국어과)개최
- 2004.10.29	과학싹 중심학교 운영(시교육청 지정)
- 2005.12.30	'환경교육 우수학교' 부산광역시교육감 표창
- 2006.03.01	시교육청 지정 환경교육 연구학교 운영
- 2006.12.30	학교경영 우수 교육감 표창
- 2007.03.01	시교육청 방과후교육 연구학교 운영
- 2007.12.24	학교 평가 최우수학교 교육인적자원부 장관 표창
- 2008.12.30	학교 경영 우수학교 서부교육청 교육장 표창
- 2009.09.01	제 12대 하숙주 교장 취임
- 2010.03.01	시교육청지정 과학교육 선도학교 운영
- 2010.12.15	학교평가 우수학교 선정
- 2010.12.30	학교경영 우수학교 교육감 표창
- 2011.02.28	운동장 인조잔디 조성
- 2011.03.01	시교육청 지침 과학교육 선도학교 운영
- 2012.02.21	기관별 청렴도 평가 최우수기관 교육감 표창
- 2012.03.01	시교육청 지정 과학교육 선도학교 운영
- 2013.03.01	시교육청지정 과학교육 선도학교 운영(4차년도)
- 2013.03.29	다목적강당 한누리관 준공
- 2013.04.19	2013 과학교육유공학교 교육감표창
- 2013.09.07	차양막 부분 설치
- 2014.08.31	내진보강공사, 실내외 도색 완료
- 2014.12.31	학교체육활동 우수학교 교육장 표창
- 2015.02.12	화장실(서편) 리모델링 공사 완료
- 2015.07.20	학교 스포츠클럽대회(서부교육장배 축구 남자 초등부 3위)
- 2015.09.01	제 14대 강혜선 교장 취임
- 2015.10.31	제4회 부산초중학생 육상경기챌린지대회 종합 2위(남자), 3위(여자)
- 2015.12.13	부산시 지도자배 축구대회 우승
- 2016.03.26	부산소년체육대회 초등부 1위(축구)
- 2016.07.23	2016 서부교육지원청 교육장배 학교스포츠클럽대회 2위(피구)
- 2016.09.10	부산시 추계 축구선수권 대회 준우승
- 2017.06.25	교육감배 학교스포츠클럽 검도대회 초등남자 저학년부 우승
- 2017.09.01	제 15대 선희영 교장 취임
- 2017.12.20	학교체육 우수학교 교육감 표창
- 2017.12.27	학교운동부 청렴 우수학교 선정
- 2018.09.17	교육감배 학교스포츠클럽 여자축구대회(준우승)
- 2018.09.19	다양한 학교 운동장 조성 공사(인조 잔디 교체 공사)
- 2018.11.02	교육장배 소년체육대회(축구부, 1위)
- 2018.12.27	학교운동부 청렴 우수학교 선정
- 2019.02.21	제35회 졸업식(졸업생 128명, 누계 7437명)
- 2019.03.01	36학급 편성(특수학급 1, 한국어학급 1 포함)
- 2020.02.21	제36회 졸업식(졸업생 141명, 누계 7578명)
- 2020.03.01	35학급 편성(특수학급 1, 한국어학급 1 포함)
- 2020.03.02	2020 정책연구학교 - 해피 스마일 프로그램을 적용한 학생건강생활습관 강화
- 2020.09.10	1학년 교실환경개선, 실내중창공사, 교실 및 복도 바닥공사, 실내계단 보수공사 완료
- 2020.12.18	학교체육 우수학교 교육감 표창
- 2020.12.23	난치병 학생돕기 캠페인 교육감 표창
- 2021.02.04	제37회 졸업식(졸업생 119명, 누계 7697명)

2021.03.01	34학급 편성(특수학급 1, 한국어학급 1 포함)
- 2021.04.16	코로나19로 인한 온라인 개학(4~6학년)
- 2021.04.20	코로나19로 인한 온라인 개학(1~3학년)

## 참고 자료
- 효림초등학교 - 한국교육학술정보원 학교알리미